# 卡拉波拉王朝
卡拉波拉王朝（英語：Kalabhra dynasty）是3至7世紀存在於南印度的一個卡拉波拉人王朝。大致位於今天的泰米爾納德邦和喀拉拉邦。

## 歷史
卡拉波拉人的起源並不明確，一般相信他們是南印度本地的山地部落。在公元三世紀左右，卡拉波拉人入侵並取代了南印度的早期朱羅王朝、潘地亞王朝以及哲羅王朝。卡拉波拉王朝的統治階級信仰佛教或耆那教。關於他們的記載很少，只存在於少量桑伽姆文學和佛教、耆那教典籍中。早期的泰米爾文獻對卡拉波拉人評價甚低，他們被描述為破壞了南印度秩序的壞國王，據說他們甚至取消了對婆羅門的土地賜予。然而，佛教文獻卻對一位卡拉波拉國王阿楚塔維坎闥(Achyutavikranta)高度評價：「在他的庇佑下，佛教寺院和詩歌都獲得了繁榮。」7世紀時，卡拉波拉人在潘地亞人、帕拉瓦人、遮婁其人夾擊下衰落。

## 資料來源
- 《印度史》，[德]迪赫‧庫爾克 迪‧羅特蒙特著，王立新 周江江譯，中國青年出版社，ISBN 9787500682332
- Arunachalam, M. (1979). The Kalabhras in the Pandiya Country and Their Impact on the Life and Letters There. University of Madras.
- Thapar, Romila (2003). The Penguin History of Early India: From the Origins to AD 1300. Penguin Books. ISBN 9780141937427. Retrieved 7 September 2016.
- Kulke, Hermann; Rothermund, Dietmar (2007). A History of India (4th ed.). London: Routledge. ISBN 9780415329200. Retrieved 7 September 2016.